# Macarol
Macarol je priimek več znanih Slovencev:
- Boris Macarol - "Mc", jamar
- Dimitrij Macarol, filmski snemalec
- Josip Macarol (1871—1951), slikar
- Miloš Macarol, novinar
- Slavko Macarol (1914—1984), slovensko-hrvaški geodet, rektor Univerze v Zagrebu
- Veronika Macarol (* 1987), jadralka